# 十三邀
十三邀是腾讯新闻与许知远的单向空间联合出品的一档人物访谈节目。每一季中，许知远与十三位来自不同领域的嘉宾进行对话，意图在对话中观察和理解这个世界。每一期对话的主题都不一样，拍摄地点一般也不相同。
2016年发布第一季共13集，截止到2023年7月，十三邀已经更新到第七季第10集（李景亮）。